# Verbascum edirnense
Verbascum edirnense är en flenörtsväxtart som beskrevs av Dane och G.Yilmaz. Verbascum edirnense ingår i släktet kungsljus, och familjen flenörtsväxter. Inga underarter finns listade i Catalogue of Life.